# HD 138965
HD 138965，又名CP-69 2422，SAO 257308、HR 5792，是一颗恒星，视星等为6.44，位于銀經316.36，銀緯-11.89，其B1900.0坐标为赤經15h 30m 7.7s，赤緯-69° -11.89′ 50″。